# Misythus tinguian
Misythus tinguian är en insektsart som beskrevs av Morgan Hebard 1923. Misythus tinguian ingår i släktet Misythus och familjen torngräshoppor. Inga underarter finns listade i Catalogue of Life.